# Unisex
Unisex hay phong cách trung tính chỉ những đồ dùng hoặc cách ăn mặc thích hợp cho cả nam và nữ. Một số kiểu quần áo, giày dép, mũ hoặc kiểu tóc có thể thích hợp cho hai giới.
Từ unisex được dùng lần đầu tiên năm 1968 trên tạp chí Life của Mỹ.

## Tại Việt Nam
Trào lưu unisex bắt đầu xuất hiện ở Việt Nam từ năm 2007 tuy nhiên không phổ biến bằng ở Nhật Bản nơi được cho là nguồn gốc của trào lưu này. Unisex cũng rất phổ biến ở Hàn Quốc và Đài Loan.
Unisex không phải là đồng tính luyến ái.